# Майдель, Григорий Густавович
Барон Григорий Густавович (Грегор Вильгельм Юлиус фон) Майдель (нем. Gregor Wilhelm Julius Freiherr von Maydell; 28 января (9 февраля) 1821, Эстляндская губерния — 25 февраля 1876, Николаев) — русский контр-адмирал, кругосветный мореплаватель.

## Биография
Происходил из старинной прибалтийской дворянской семьи и воспитывался в Ревельском дворянском училище. В 1833 году двенадцатилетний мальчик был зачислен в Морской кадетский корпус, где в 1838 году был произведён в чин гардемарина. В 1839 году он окончил Морской корпус с производством в чин мичмана.

## Служба
В 1838—1842 годах Майдель плавал и выполнял промеры в Балтийском море, а 1843—1846 годах служил в Беломорской флотилии. 15 апреля 1845 года он был произведён в чин лейтенанта, а в 1846 году на корабле «Нарва» перешел из Архангельска в Кронштадт. Затем три года лейтенант Майдель плавал в Каспийском море, где командовал шхуной «Тарантул», крейсировал у Астрабадской станции. В 1852—1857 годах он снова служил на Балтийском флоте и 27 марта 1855 года был произведён в чин капитан-лейтенанта. В 1855 году отличился при обороне Свеаборга, за храбрость был награждён орденом Святого Владимира 4-й степени с мечами и бантом.
Командуя клипером «Наездник», барон Майдель 14 апреля 1856 года вышел из Архангельска в Кронштадт. Из-за зимних штормов провел несколько месяцев в порту Хаммерфест и 24 мая 1857 года прибыл в Кронштадт.
В июне 1857 года Григорий Густавович был назначен командиром клипера «Джигит» и в составе 1-го Амурского отряда перешел из Кронштадта в Николаевск, где поступил в распоряжение командующего Сибирской флотилией. В 1858—1859 годах «Джигит» состоял при российском консульстве в Хакодате. В 1859 году в составе эскадры под флагом Н. Н. Муравьева-Амурского участвовал в плавании в Китай и Японию.
5 сентября 1859 года барон Майдель вступил в командование корветом «Боярин» и 26 июня 1860 года прибыл в Шанхай, где корвет вошел в состав Тихоокеанской эскадры под брейд-вымпелом капитана 1 ранга И. Ф. Лихачева, а 3 июля перешел в Печилийский залив. 22 ноября 1860 года корвет прибыл в Шанхай, 15 января следующего года отряд из трех кораблей («Боярин», «Воевода», «Джигит») под командованием Майделя вышел в море и 18 августа прибыл в Кронштадт.
После возвращения из кругосветного путешествия Григорий Густавович был награждён орденом Св. Станислава 2-й степени с императорской короной и 1 января 1862 года произведён в чин капитана 2-го ранга и до 1863 года командовал Астрабадской морской станцией и отрядом судов при ней.
1 января 1864 года барон Майдель был произведён в чин капитана 1-го ранга и в 1864—1869 годах командовал в Балтийском море парусно-винтовыми фрегатами «Дмитрий Донской» и «Олег» (с 1866 года). В 1865 году он был награждён орденом Святой Анны 2-й степени.
В 1870 году Григорий Густавович командовал отрядом черноморских корветов, а 26 июля 1871 года был снова переведён на Балтийский флот и назначен командиром 6-го флотского экипажа.
1 января 1872 года барон Майдель был произведён в чин контр-адмирала с назначением младшим флагманом Балтийского флота и в 1872—1874 годах командовал отрядом судов Морского училища в Финском заливе. В 1874 году он был награждён орденом Св. Станислава 1-й степени.
1 января 1875 года Григорий Густавович был назначен младшим флагманом Черноморского флота, но в следующем году скончался в Николаеве.

## Память
- Именем Майделя назван западный входной мыс залива Стрелок (восточный входной мыс бухты Сысоева), название присвоено в 1859 году[6].